# Genshinenryō Kōgyō
Genshinenryō Kōgyō K.K. (jap. 原子燃料工業株式会社, Genshinenryō Kōgyō Kabushiki-gaisha, engl. Nuclear Fuel Industries, Ltd. (NFI)) ist ein japanischer Kernbrennstoffhersteller mit Firmensitz in Tokio. Das Stammkapital der Gesellschaft beträgt eine Milliarde Yen. Anteilseigner sind Westinghouse Electric Company (52 %) sowie Sumitomo Denki Kōgyō und Furukawa Denki Kōgyō (jeweils 24 %).
Das Unternehmen betreibt zwei Brennelementewerke. Im Werk in Kumatori (Präfektur Osaka) werden mit einer Kapazität von 284 Tonnen Uran pro Jahr Kernbrennstoffe für Druckwasserreaktoren hergestellt. Dort sind zirka 350 Personen beschäftigt. Im Werk in Tōkai (Ibaraki) arbeiten zirka 250 Personen. Hier werden Kernbrennstoffe für Siedewasserreaktoren (Kapazität: 250 Tonnen Uran pro Jahr) und für gasgekühlte Hochtemperaturreaktoren (Kapazität: 400 Kilogramm Uran pro Jahr) hergestellt.